# Neoduma ectozona
Neoduma ectozona är en fjärilsart som beskrevs av George Francis Hampson 1918. Neoduma ectozona ingår i släktet Neoduma och familjen björnspinnare. Inga underarter finns listade i Catalogue of Life.